# Melbourne
Melbourne er Australiens næststørste by og hovedstad i delstaten Victoria.
Navnet "Melbourne" betegner et bymæssigt område, som dækker 9.900 km2 såvel som byens centrum. Byen ligger ud til bugten Port Phillip og spreder sig ind i baglandet til Dandenong og Macedon bjergkæderne, Mornington Peninsula og Yarra Valley. Melbourne udgøres af 31 lokalregeringsområder (svarende til danske kommuner). Metropolen havde 4.442.918 indbyggere i 2014 og dets indbyggere kaldes melburnians.
Byen blev grundlagt af frie bosættere fra den britiske kronkoloni Van Diemen's Land den 30. august 1835 i det, der dengang var en del af kolonien New South Wales. Den fik status som kronkoloni i 1837. Byen blev navngivet Melbourne af guvernøren i New South Wales, Sir Richard Bourke, til ære for den daværende britiske premierminister William Lamb, 2. viscount Melbourne. Den blev officielt erklæret en by af dronning Victoria i 1847 og blev hovedstad i den nye koloni Victoria i 1851. Under den victorianske guldfeber i 1850'erne forvandledes den frem mod 1890 til en af verdens største og rigeste byer. Efter det Australske Statsforbunds oprettelse i 1901, var den midlertidigt nationens hovedstad indtil 1927.
Melbourne rangerer højt på diverse lister indenfor uddannelse, underholdning, sundhed, forskning og udvikling, turisme og sport. Det gav den førstepladsen i 2015 (for 5. år i træk) på listen over de bedste byer at bo i ifølge Economist Intelligence Unit. Den er et førende finansielt center i Asien-Stillehavsregionen og rangerer mellem verdens top 30 byer i Global Financial Centres Index. Byen kaldes Australiens "kulturhovedstad" og er oprindelsesstedet for australsk impressionisme, australsk fodbold, den australske film- og fjernsynsindustri og moderne australsk dans som Melbourne Shuffle. Den er på UNESCOs liste over litteraturbyer og er et stort centrum for street art, musik og teater. I byen ligger mange af Australiens største og ældste kulturinstitutioner som Australian Centre for the Moving Image, Melbourne Cricket Ground, National Gallery of Victoria, State Library of Victoria og Royal Exhibition Building, som er på UNESCOs Verdensarvsliste.
Hovedlufthavnen er Melbourne Airport (også kaldet Tullamarine Airport), som er Australiens næststørste. Port of Melbourne er Australiens travleste industrihavn. Melbourne har et udbygget netværk af offentligt transport. Hovedbanegården er Flinders Street Station, mens Southern Cross Station er hovedterminal for regionaltog og busser. Melbourne har også verdens største sporvognsnet.

## Historie

### Tidlig historie og grundlæggelse
Før de europæiske bosættere ankom, var landet omkring Melbourne beboet i anslået 31.000 til 40.000 år. I starten af 1800-tallet boede der op til 20.000 jægere og samlere fra tre indfødte stammer: Wurundjeri, Boonwurrung og Wathaurong. Området var et vigtigt mødested for klanerne i Kulin nationen og en vital kilde for føde og vand.
Den første europæiske bosættelse i Victoria blev grundlagt af oberst David Collins i oktober 1803 ved Sullivan Bay nær det nuværende Sorrento, men hans bosættelse blev i februar 1804 flyttet til, hvad der nu er Hobart i Tasmanien, fordi man mente, der manglede naturlige ressourcer. Der skulle gå mere end 30 år, før man forsøgte med en ny bosættelse.
I maj og juni 1835 blev det område, der nu er det centrale og nordlige Melbourne, udforsket af John Batman. Han var et ledende medlem af Port Phillip Association i Van Diemen's Land (nu Tasmanien), som hævdede at have forhandlet et køb af 2.400 km2 land med otte ældre af Wurundjeri-stammen. Batman valgte et sted på nordbredden af Yarra River, og erklærede at, "dette vil blive stedet for en by". Batman vendte derefter tilbage til Launceston i Tasmanien. Tidlig i august 1835 sejlede en anden gruppe bosættere ud fra Launceston med skibet Enterprize. Med var John Pascoe Fawkner, men han blev tvunget til at stå af i Georgetown på Tasmania på grund af udestående gæld. Fawkner skulle senere blive en fremtrædende person i Melbourne. Resten af gruppen fortsatte og nåede Yarra Rivers udmunding den 15. august 1835. Den 30. august 1835 gik de i land og etablerede en bosættelse på stedet for det nuværende Melbourne Immigration Museum. Batman og hans gruppe ankom den 2. september 1835 og de to grupper enedes i sidste ende om at dele bosættelsen.
Batmans Aftale med aboriginerne blev annulleret af New South Wales' guvernør (New South Wales omfattede på dette tidspunkt hele den østlige halvdel af det australske fastland), der dog kompenserede medlemmerne af Port Phillip Association. I 1836 erklærede Guvernør Bourke byen for administrativ hovedby i Port Phillip District i New South Wales og han fik i 1837 udarbejdet den første plan for byen kaldet Hoddle Grid. Bosættelsen blev kaldt Batmania efter Batman, men senere samme år blev det ændret til "Melbourne" efter den britiske premierminister William Lamb, 2. Viscount Melbourne, som boede i Melbourne Hall i købstaden Melbourne i Derbyshire, England. Den 13. april 1837 åbnede bosættelsens postkontor officielt med navnet Melbourne.
Mellem 1836 og 1842 blev de aboriginske stammer i området stort set frataget deres land. I januar 1844 var der 675 indfødte tilbage i usle lejre i Melbourne. Det Britiske Kolonikontor udpegede fem protektorer af aboriginere for de indfødte i Victoria i 1839, men deres arbejde blev undermineret af en landpolitik som favoriserede nye bosætteres adgang til græsningsarealer på bekostning af aboriginernes land. I 1845 ejede færre end 240 rige europæere alle græsningsarealer udloddet i Victoria og de blev en magtfuld politisk og økonomisk kraft i Victoria i flere generationer.
Melbourne fik den prestigefyldte status som city med et åbent brev dateret den 25. juni 1847 af dronning Victoria.
Den 1. juli 1851, blev Port Phillip Distriktet en udskilt fra New South Wales som en ny koloni under navnet Victoria med Melbourne som hovedstad.

### Den Victorianske guldfeber
Fund af guld i Victoria midt på året 1851 førte til den victorianske guldfeber. Melbourne, som var hovedhavn og forsyningssted for hele regionen, voksede hurtigt. I løbet af få måneder steg indbyggertallet fra 25.000 til 40.000. Væksten fortsatte herefter og i 1865 overhalede Melbourne Sydney som Australiens største by.
De mange migranter kom fra andre steder i Australien såvel som fra udlandet. Især var der mange irere, tyskere og kinesere. Tilstrømningen førte til slumagtige forhold og opførelse af en teltby på Yarras sydbred. Kinesiske immigranter grundlagde Melbourne Chinatown i 1851, som i dag er den længst eksisterende kinesiske bosættelse i den vestlige verden. Efter Eureka-oprøret var der stor folkelig støtte i Melbourne til forbedringer af minearbejdernes elendige forhold og det fødte til store politiske ændringer i kolonien.
Den rigdom, der kom med guldfundene, fulgte umiddelbart efter at Victoria var blevet en separat koloni med deraf følgende behov for offentlige bygninger. I 1850'erne og 1860'erne påbegyndtes en række ambitiøse offentlige byggerier som Parliament House, Treasury Building, Old Melbourne Gaol, Victoria Barracks, State Library, University of Melbourne, General Post Office, Customs House, Melbourne Town Hall, St Patrick's. Mange af dem tog årtier at færdiggøre.
Bystrukturen for de indre forstæder er et gitter med kvadrater på omkring en mil gennemskåret af boulevarder som udgår radialt fra centrum og med strenge af haver og parker. Den stammer fra 1850'erne og 1860'erne. Arealerne blev hurtigt fyldt fra midten af 1850'erne med terrassehuse og villaer og enkelte palæer på store grunde. Nogle af hovedvejene blev til forretningsgader. Melbourne blev hurtigt et stort finanscentrum og med flere bankhovedsæder som Royal Mint. Australiens første børs åbnede her i 1861. I 1855 erhvervede Melbourne Cricket Club sin nuværende kendte bane MCG. Medlemmer af Melbourne Football Club lavede reglerne for australsk fodbold i 1859 og på samme tid blev roklubber og regattaer på Yarra populære. Hestevæddeløbet Melbourne Cup blev afviklet første gang i 1861. I 1864 fik Melbourne sit første offentlige monument — en Burke og Wills statue.
Guldfeberen var stort set ovre i 1860, men Melbourne fortsatte med at vokse på baggrund af den nu mere organiserede guldudvinding. Byen var også hovedhavn for eksport af landbrugsprodukter fra Victoria, især uld, og en begyndende industri beskyttet af høje toldafgifter på importerede varer. Et omfattende jernbanet med linjer som strakte sig fra centrum, gennem forstæderne og ud i landet blev påbegyndt sidst i 1850'erne. Flere offentlige bygninger som Supreme Court, Government House og Queen Victoria Market blev opført i 1860'erne og 1870'erne. Bycentrum blev fyldt med butikker, kontorer, værksteder og lagerhuse. Store banker og hoteller lå ud mod hovedgaderne. Fine byhuse lå i østenden af Collins Street med små hytter ned af stræderne mellem hovedgaderne. Den aboriginske befolkning faldt kraftigt i antal og var i 1863 anslået til 20% af det oprindelige. Det skyldtes primært introducerede sygdomme som kopper, voldelige sammenstød med bosætterne og fratagelse af deres land.

### Optur og nedtur
1880'erne var et årti med ekstraordinær vækst. Forbrugertilliden var høj, det var nemt at få kredit og grundpriserne steg voldsomt. Det førte til et kæmpe byggeboom, som blev efterfulgt af en kraftig økonomisk nedtur i 1890'erne. Under boomet fik Melbourne ry for at være verdens rigeste by og den største efter London i det Britiske Imperium.[kilde mangler]
Årtiet begyndte med Melbourne International Exhibition i 1880, der blev holdt i Exhibition Building, som var bygget til formålet. I 1880 åbnede den første telefoncentral og samme år blev byggeriet af katedralen St Paul's påbegyndt. I 1881 fik man elektrisk lys i Eastern Market og det følgende år var en generatorstation i stand til at forsyne 2.000 glødelamper i operation. I 1885 åbnede den første sporvognslinje og i 1890 havde Melbourne et af verdens største sporvognsnet.
Under et besøg i 1885 brugte den engelske journalist George Augustus Henry Sala udtrykket "Marvellous Melbourne" (Fantastiske Melbourne) og det udstryk blev hængende langt ind i det 20. århundrede og bruges stadig af lokale i dag. 1880'erne så også et væld af nye private byggerier. Store kommercielle bygninger, hoteller, terrassehuse og palæer skød op alle vegne. Fra 1887 blev det muligt at lave elevatorer lokalt og det førte til byggeri af de første højhuse. Det mest markante var APA Building, som var en af verdens højeste kommercielle bygninger, da den blev færdig i 1889. Jernbanenettet blev yderligere udbygget i denne periode.
I 1888 var Exhibition Building vært for endnu en stor udstilling, Melbourne Centennial Exhibition, som ansporede til byggeri af flere store hoteller. Heriblandt Federal Hotel med 500 værelser og Palace Hotel i Bourke Street (begge er senere revet ned). Hotellet Grand (Windsor) blev udvidet til dobbelt størrelse.
Den højrøstede selvpromovering, som prægede Melbourne, fik en brat ende i starten af 1890'erne, da en alvorlig depression medførte kaotiske tilstande for finans- og ejendomssektoren. 16 mindre "jordbanker" og byggeselskaber gik konkurs sammen med 133 aktieselskaber. Melbournes finansielle krise bidrog til den australske depression i 1890'erne og bankkrisen i 1893. Stort set alt byggeri gik i stå indtil slutningen af 1890'erne.

### Det Australske Statsforbund
Ved oprettelsen af det Australske Statsforbund den 1. januar 1901 blev Melbourne hovedsæde for forbundsregeringen. Det første parlament samledes den 9. maj 1901 i Royal Exhibition Building, men flyttede derefter til Victorian Parliament House, hvor det var, indtil det i 1927 flyttede til Canberra. Australiens generalguvernør boede i Government House i Melbourne indtil 1930 og mange store nationale institutioner forblev i Melbourne langt ind i det 20. århundrede.
Federation Square i Melbournes centrum åbnede som markering af 100 års jubilæet for det Australske Statsforbund.

### Efterkrigstiden
I tiden efter 2. verdenskrig voksede Melbournes indbyggertal igen hurtigt, godt hjulpet af indvandrere fra primært Sydeuropa og Middelhavsområdet. I "Paris End" af Collins Street kom der modebutikker og udendørs cafeer. Byens centrum blev regnet for dødt — de kedelige kontorfolks domæne — som det kom til udtryk i John Bracks berømte maleri Collins St., 5 pm (1955).
Højdegrænserne for byggeri i Melbourne centrum blev fjernet i 1958, efter byggeriet af ICI House, som var byens første skyskraber. Flere forstæder kom til, serviceret af store indendørs indkøbscentre som Chadstone Shopping Centre. Efterkrigstiden så også en betydelig fornyelse og modernisering af centrum og St Kilda Road. Nye brandregulativer og manglende plads til nybygninger resulterede i, at de fleste høje bygninger fra før krigen blev revet ned eller i andre tilfælde blev facaden bevaret og nyt bygget bagved. I forstæderne blev mange af de store palæer revet ned eller opdelt.
For at begrænse væksten af forstæder med en lav boligtæthed påbegyndte regeringen en række kontroversielle offentlige boligbyggerier i den indre by. Under administration af Housing Commission of Victoria rev man mange kvarterer ned og byggede bolighøjhuse. Det stoppede dog ikke forstædernes vækst, som gik endnu stærkeret med udbredelsen af privatbilismen og forbedringen af vejnettet. Bolte regeringen prøvede at accelerere moderniseringen af Melbourne. Store vejprojekter som omformningen af St Kilda Junction, udvidelsen af Hoddle Street og den omfattende 1969 Melbourne Transportation Plan ændrede byen til at være domineret af biltrafikken.
Et boom i Australiens finanssektor og mineindustrien i 1969 og 1970 resulterede i, at flere store selskaber (BHP Billiton og Rio Tinto blandt andre) flyttede deres hovedkvarter til byen. Østaten Naurus boomende økonomi førte til flere ambitiøse investeringer i Melbourne, såsom Nauru House. Melbourne forblev Australiens vigtigste forretnings- og finanscentrum indtil slutningen af 1970'erne, hvorefter Sydney begyndte at overtage førerstillingen.
Som centrum for Australiens "rustbælte" oplevede Melbourne en økonomisk nedtur mellem 1989 og 1992, efter at flere lokale finansielle institutioner var kollapset. I 1992 startede den nyvalgte Kennett regering en kampagne for at genoplive økonomien. En lang række offentlige arbejder blev sat i gang, samtidigt med at man promoverede byen som en turistdestination med fokus på store begivenheder og sport. I denne periode flyttede Formel 1-løbet Australian Grand Prix fra Adelaide til Melbourne. Store projekter inkluderede nye byggerier til Melbourne Museum, Federation Square, Melbourne Exhibition and Convention Centre, Crown Casino og CityLink tollway. Andre strategier omfattede privatisering af Melbournes elforsyning og offentlige transport og nedskæring af offentlige tilskud til sundhed, uddannelse og den offentlige transports infrastruktur.

### Nutidens Melbourne
Siden midten af 1990'erne har Melbourne oplevet en betydelig stigning i indbyggertal og beskæftigelse. Der har været betydelige internationale investeringer i byens industri og ejendomsmarked og i den indre by er flere områder blev byfornyet. Det gælder Southbank, Port Melbourne, Melbourne Docklands og senest South Wharf. Ifølge Australian Bureau of Statistics havde Melbourne den højeste vækst i indbyggertal i perioden 2001 til 2011 blandt de australske hovedbyer.
I 2006 voksede byen ind i de "grønne kiler" og ud over de tidligere definerede grænser for forstædernes udvikling. Forudsigelser, om at indbyggertallet vil nå 5 millioner, tvang regeringen i Victoria til i 2008 at revurdere Melbournes grænser i forbindelse med udarbejdelse af en ny plan for byen, Melbourne @ Five Million strategy. I 2009 blev Melbourne mindre påvirket af finanskrisen end andre australske byer. Der blev næsten skabt lige så mange nye jobs i Melbourne som i de to andre hurtigtvoksende byer Brisbane og Perth tilsammen. Melbournes ejendomsmarked forblev stærkt med historisk høje priser og huslejestigninger.

## Geografi
Melbourne er beliggende i den sydøstlige del af Australien i staten Victoria. Geologisk er den bygget på sammenflydningen af lavastrømme fra kvartærtiden i vest, siluriske muddersten i øst og sand fra holocæntiden mod sydøst langs Port Phillip. De sydøstlige forstæder ligger på Selwyn-forkastningen, som går gennem Mount Martha og Cranbourne.
Melbourne strækker sig langs Yarra River mod Yarra Valley og Dandenong Ranges i øst. Mod nord strækker byen sig gennem dalene til Yarras bifloder —Moonee Ponds Creek (mod Tullamarine Airport), Merri Creek, Darebin Creek og Plenty River — til de yderste forstadskorridorer Craigieburn og Whittlesea.
Mod sydøst breder byen sig gennem Dandenong til vækstkorridoren Pakenham mod West Gippsland og mod syd til Dandenong Creek-dalen, Mornington Peninsula og byen Frankston og opsluger på vejen bakketoppene Olivers Hill, Mount Martha og Arthurs Seat. Byen strækker sig langs kysten af Port Phillip og når de eksklusive forstæder Portsea og Point Nepean. Mod vest strækker byen sig langs Maribyrnong River og dets bifloder nordpå mod Sunbury og foden af Macedon Ranges, samt ud over det vulkanske sletteland mod Melton. Mod sydvest når byen Werribee ved foden af You Yangs granit-højdedraget og Geelong.
Melbournes største strande ud til bugten findes i de sydøstlige forstæder som Port Melbourne, Albert Park, St Kilda, Elwood, Brighton, Sandringham, Mentone og Frankston. Der er også strande i de vestlige forstæder Altona og Williamstown. De nærmeste surfstrande ligger 85 km sydøst for centrum ved Rye, Sorrento og Portsea.

### Klima
Melbourne har et tempereret kystklima (Köppens klimaklassifikation Cfb) og er kendt for sit omskiftelige vejr. Det skyldes primært Melbournes placering på grænsen mellem det meget varme bagland og det kolde sydlige hav. Temperaturforskellen er mest udtalt om foråret og sommeren og kan føre til dannelsen af meget stærke koldfronter. Disse koldfronter kan forårsage storme, tordenstorme, hagl, store temperaturfald og kraftig regn.
Port Phillip er ofte, især forår og efterår, varmere en det omgivende hav og/eller fastland. Det kan forårsage en "bay effect" svarende til den "lake effect", som kendes fra koldere egne, hvor byger intensiveres inde i bugten. Relativt små men kraftige byger kan ofte berøre de samme steder (som regel de østlige forstæder) for en længere periode, mens resten af Melbourne og omgivelser forbliver uden nedbør. Alligevel får Melbourne, på grund af regnskyggen fra Otway Ranges, mindre regn end gennemsnittet i Victoria. Der er dog store udsving i byen og dens nærmeste omgivelser. Den laveste årlige nedbør er 425 millimeter ved Little River og den højeste 1.250 millimeter i den østlige udkant ved Gembrook. Melbourne har 48,6 solskinsdage om året.
Melbourne er også udsat for isolerede byger, når kold luft krydser staten, især på en varm dag. Disse byger er ofte kraftige med hagl, vindstød og store temperaturfald, men passerer hurtigt og efterfølges af en hurtig opklaring, stille vejr og temperaturer som før bygerne. Det kan ske inden for minutter og flere gange på en dag. Det har givet Melbourne ry for at have "fire årstider på en dag". Det er en talemåde, som er en del af den lokale populærkultur og velkendt af mange besøgende til byen. Den laveste temperatur registreret er -2,8 °C den 21. juli 1869. Den højeste temperatur registreret i Melbourne er 46,4 °C den 7. februar 2009.
| Vejr for Melbourne City                       | Vejr for Melbourne City | Vejr for Melbourne City | Vejr for Melbourne City | Vejr for Melbourne City | Vejr for Melbourne City | Vejr for Melbourne City | Vejr for Melbourne City | Vejr for Melbourne City | Vejr for Melbourne City | Vejr for Melbourne City | Vejr for Melbourne City | Vejr for Melbourne City | Vejr for Melbourne City |
|                                               | Jan                     | Feb                     | Mar                     | Apr                     | Maj                     | Jun                     | Jul                     | Aug                     | Sep                     | Okt                     | Nov                     | Dec                     | År                      |
| --------------------------------------------- | ----------------------- | ----------------------- | ----------------------- | ----------------------- | ----------------------- | ----------------------- | ----------------------- | ----------------------- | ----------------------- | ----------------------- | ----------------------- | ----------------------- | ----------------------- |
| Gennemsnitlig maks °C                         | 25,9                    | 25,8                    | 23,9                    | 20,3                    | 16,7                    | 14,1                    | 13,5                    | 15                      | 17,3                    | 19,7                    | 22                      | 24,2                    | 19,9                    |
| Gennemsnitlig min °C                          | 14,3                    | 14,6                    | 13,2                    | 10,8                    | 8,7                     | 6,9                     | 6                       | 6,7                     | 8                       | 9,6                     | 11,2                    | 13                      | 10,2                    |
| Gennemsnitlig nedbør mm                       | 46,8                    | 48                      | 50,1                    | 57,3                    | 55,7                    | 49,5                    | 47,5                    | 50                      | 58                      | 66                      | 60,3                    | 59                      | 648,3                   |
| Kilde (December 2011): Bureau of Meteorology" |                         |                         |                         |                         |                         |                         |                         |                         |                         |                         |                         |                         |                         |

### Miljø og forurening
Melbournes luftkvalitet er generelt god og er forbedret betydeligt siden 1980'erne. Som så mange andre storbyer, har Melbourne store miljømæssige udfordringer. Mange af dem skyldes de vidtstrakte forstæder og det deraf følgende behov for infrastruktur og forsyninger. Et af problemerne er vandforsyningen, som rammes af tørke, lav nedbør og høje temperaturer. Klimaforandringerne vil gøre det problem endnu større i fremtiden. Regeringen har implementeret vandrestriktioner og en række andre tiltag som genindvinding af vand, incitamenter til private vandtanke, gråvandssystemer og oplysningskampagner. Dertil annoncerede Bracks-regeringen i 2007, at et A$3,1 milliarder dyrt afsaltningsanlæg skulle bygges i Wonthaggi på Victorias sydøstkyst med en kapacitet på 150 millarder liter vand om året. Ligeledes skal der bygges en rørlinje på 70 km fra Goulburn-området i det nordlige Victoria og en rørlinje der forbinder Melbourne med Geelong. Begge projekter bliver styret af kontroversielle partnerskaber af offentlige og private selskaer. En række uafhængige rapporter hævder, at ingen af projekterne er nødvendige for at sikre vandforsyningen og at mere bæredygtige løsninger er mulige.
Som reaktion på den globale opvarmning vedtog City of Melbourne i 2002, at CO2-udledningerne skulle reduceres til netto nul i 2020. Moreland City Council etablerede Zero Moreland programmet, men ikke alle lokalregeringer er fulgt efter og i 2009 vedtog City of Glen Eira, at de ikke ville være CO2-neutrale. Melbourne har et af de største urbane fodaftryk i verden, på grund af dens vidtstrakte forstæder med lav befolkningstæthed og stort bilforbrug med begrænset offentlig trafik uden for centrum.
En stor del af vegetationen i byen er ikke-indfødte arter især af europæisk oprindelse, som i mange tilfælde er værter for invasive arter og skadelige planter. En række dyrearter er også blevet introduceret og mange af dem er blevet en plage. Det gælder f.eks. hyrdestær, tamdue, brun rotte, gedehams, stær og rød ræv. Bushlandet omkring mange af de yderligt liggende forstæder, især mod Yarra Valley og bakkerne mod nordøst og øst, har i lang tid ikke været nedbrændt. De har derfor ikke undergået den naturlige regenerering og mangler underskov. Department of Sustainability and Environment (Afdelingen for Bæredygtighed og Miljø) addresserer til dels dette problem ved regelmæssig at brænde bushland af. Flere nationalparker ligger rundt om Melbourne, heriblandt Mornington Peninsula National Park, Port Phillip Heads Marine National Park og Point Nepean National Park mod sydøst, Organ Pipes National Park mod nord og Dandenong Ranges National Park mod øst. Der er også flere statsparker lige udenfor Melbourne. De ansvarlige myndigheder, som regulerer forureningen er EPA Victoria og flere lokalregeringer. Luftkvaliteten, efter verdensstandard, er klassificeret som god. Sommer og efterår er de tider på året, hvor luftforureningen er værst.
Et nyere miljøproblem i Melbourne var et statsprojekt, der skulle grave en dybere sejlrende gennem Port Phillip Bay. Det var meget kontroversielt og blev underkastet strenge reguleringer, da mange frygtede at strande og dyrelivet ville blive ramt af tungmetaller og andre industrisedimenter, som ville blive hvirvlet op under gravearbejdet. Et andet forureningsproblem i Melbourne er høje niveauer af E. coli bakterier i Yarra River og dens bifloder på grund af septiktanke. Flere programmer er startet for at reducere forureningen af strande og floder. I februar 2010 startede The Transition Decade, som er et initiativ, der skal transformere samfundet og økonomien, så det bliver bæredygtigt.

## Byens struktur
Hoddle Grid (1.600 m gange 800 m) er hjertet af Melbournes forretningscentrum (central business district eller CBD), som mod syd støder op til Yarra River. Nye kontorbyggerier og offentlige byggerier i nabodistrikterne Southbank og Docklands har gjort dele af disse til en del af CBD. Centrum er kendt for sine historiske stræder og arkader (især Block Place og Royal Arcade), som har et stort udvalg af butikker og cafeer og er et biprodukt af byens layout. Centrum er en del af lokalregeringsområdet City of Melbourne.
Melbournes CBD har i sammenligning med andre australske byer få højdebegrænsninger og har fem af Australiens seks højeste bygninger. Den højeste er Eureka Tower i Southbank. Den har et observationsdæk nær toppen, hvor man kan se ud over hele byen. Rialto tower er byens næsthøjeste og den højeste i den gamle del af CBD. Bygningens observationsdæk har været lukket siden 2009.
CBD og de omgivende bydele indeholder mange vigtige historiske bygninger som Royal Exhibition Building, Melbourne Town Hall og Parliament House. Selvom CBD kaldes centrum, er det langt fra det demografiske centrum. Da forstæderne især strækker sig mod sydøst, er det geografiske centrum Glen Iris.
Melbourne er en typisk australsk storby i den forstand, at den fra starten af det 20. århundrede er vokset med den opfattelse, at hver familie skal have 'en kvart tønde land med hus og have', ofte kaldet den australske drøm. Dette, sammen med privatbilismen efter 1945, har ført til den bil-centrerede forstadsstruktur, som i dag findes i de midtliggende og yderste forstæder. Store dele af Melbourne metropolen er således karakteriseret ved lav befolkningstæthed, medens den indre by har en middel befolkningstæthed. Centrum, Docklands, St. Kilda Road og Southbank har en høj befolkningstæthed.
Det udstrakte område, som Melbourne dækker, er formelt opdelt i hundredvis af forstæder (for addressering) og administreret af lokalregeringer. 31 af disse ligger i metropolområdet.
Melbourne kaldes ofte Australiens haveby og staten Victoria var engang kendt som garden state (havestaten). Der er da også et væld af parker og haver i Melbourne. Mange af dem ligger tæt på CBD med mange almindelige og sjældne plantearter, anlagte udsigter, gangstier og avenuer med alleer. Melbournes parker regnes ofte for at være de bedste byparker i Australien. Der er også mange parker i forstæderne, som eksempelvis i lokalregeringsområderne Stonnington, Boroondara og Port Phillip, sydøst for CBD.

## Kultur
Melbourne er et internationalt kulturcentrum med tilbud inden for store events og festivaler, drama, musicals, comedy, musik, kunst, arkitektur, litteratur, film og fjernsyn. Klimaet, beliggenheden ved havet og nattelivet gør den til en af de mest spændende destinationer i Australien. Den har tre gange fået en topplacering på The Economist Intelligence Units liste world's most liveable cities (verdens bedste byer at leve i) blandt andet på grund af de mange kulturelle tilbud. Byen har en række årligt tilbagevende begivenheder og festivaler som Australiens største byfest—Moomba, Melbourne International Arts Festival, Melbourne International Film Festival, Melbourne International Comedy Festival og Melbourne Fringe Festival. Byens kultur er et væsentligt trækplaster for turister. 2,2 millioner internationale gæster og 5,2 millioner indenlandske besøgte byen i året op til juni 2015.
Melbournes rige og spændende litteraturhistorie blev anerkendt i 2008, da den som den anden by kom på UNESCOs liste over Litteraturbyer. State Library of Victoria er en af Australiens ældste kulturinstitutioner og et af mange biblioteker i byen. Melbourne har også Australiens største udvalg af boghandler såvel som landets største forlagssektor. Byen har flere forfatterfestivaler, hvoraf den vigtigste er Melbourne Writers Festival. Flere store litteraturpriser gives til lokale forfattere, heriblandt Melbourne Prize for Literature og Victorian Premier's Literary Awards. Romaner som Fergus Hume's The Mystery of a Hansom Cab, Helen Garner's Monkey Grip og Christos Tsiolkas' The Slap foregår i Melbourne. Thomas Browne, C. J. Dennis, Germaine Greer og Peter Carey er nogle af de mest kendt forfattere fra Melbourne.
National Gallery of Victoria, der blev grundlagt i 1861, er Australiens ældste kunstmuseum. Heidelberg School, også kendt som australsk impressionisme, voksede frem i Melbournes landlige forstæder i 1880'erne. Byen er også hjemsted for Australian Centre for Contemporary Art. Melbourne regnes for at være en af verdens centre for street art. Lonely Planets læsere har kåret byens stræder og street art til Australiens største attraktion indenfor populærkultur.
Australian Ballet hører hjemme i Melbourne og det samme gælder for Melbourne Symphony Orchestra og Melbourne Theatre Company (MTC). Melbourne er det andet hjemsted for Opera Australia efter den blev slået sammen med Victoria State Opera i 1996. Victorian Opera åbnede i 2006 og optræder forskellige steder i Melbourne. Blandt vigtige teatre og scener er Victorian Arts Centre (som omfatter State Theatre, Hamer Hall, Playhouse og Fairfax Studio), Melbourne Recital Centre, Southbank Theatre (åbnede i 2009 med scenerne Sumner og Lawler og er hjemsted for MTC), Sidney Myer Music Bowl, Princess Theatre, Regent Theatre, Forum Theatre, Palace Theatre, Comedy Theatre, Athenaeum Theatre, Her Majesty's Theatre, Capitol Theatre, Palais Theatre og Australian Centre for Contemporary Art.
Verdens første spillefilm, The Story of the Kelly Gang, blev optaget i Melbourne i 1906. Melbournes filmfolk fortsatte med at producere bushranger film indtil de victorianske politikere forbød dem i 1912, da de mente, filmene forherligede kriminalitet. Forbuddet var indledningen til en nedtur for den indtil da produktive filmindustri. En enkelt notabel film, On the Beach, blev produceret og optaget i Melbourne i 1959. I 1970'erne begyndte en ny tid for australsk film med nye retninger som Australian New Wave og afstikkeren Ozploitation med Melbourne-produktioner som Stork og Alvin Purple. Filmene Picnic at Hanging Rock og Mad Max, der blev optaget i og omkring Melbourne, blev verdenskendte. I 2004 blev Melbournes største film og TV studiokompleks, Docklands Studios Melbourne, opført. Det har siden været brugt til mange indenlandske produktioner og internationale spillefilm. Australiens største filmproduktionsselskab Village Roadshow Pictures ligger i Melbourne. Berømte skuespillere fra Melbourne omfatter Cate Blanchett, Rachel Griffiths, Guy Pearce, Geoffrey Rush og Eric Bana.
Melbourne har mindst 460 musikspillesteder (2013) og musikindustrien bidrager med 1 milliard AUD om året til Victorias økonomi. Kendte grupper som er kommet frem på musikscenen i Melbourne omfatter Nick Cave and the Bad Seeds, Crowded House, TISM, The Living End, Augie March, Men at Work og The Temper Trap. Melbourne er blevet udnævnt til en top musikby af IFPI.com i et white paper udgivet sammen med Music Canada.

## Arkitektur
Byen er anerkendt for sin blanding af moderne arkitektur med de mange bygninger fra det 19. og tidlige 20. århundrede. En af de historiske, arkitektonisk bemærkelsesværdige bygninger er Royal Exhibition Building, som er på UNESCOs Verdensarvsliste. Den blev bygget på to år op til Melbourne International Exhibition i 1880. Andre interessante bygninger er A.C. Goode House, en nygotisk bygning på Collins Street tegnet af Wright, Reed & Beaver (1891), William Pitt's Old Stock Exchange (1888) i venetiansk gotisk stil, William Wardells Gothic Bank (1883) med noget af Melbournes fineste interiør, det ufærdige Parliament House, St Paul's Cathedral (1891) og Flinders Street Station (1909), som var verdens travleste jernbanestation midt i 1920'erne.
I centrum ligger også Shrine of Remembrance, som blev bygget til minde for mænd og kvinder fra Victoria, som gjorde tjeneste i 1. verdenskrig og nu er et mindesmærke for alle australiere, som har tjent i krig. Den nu nedrevne APA Australian Building (1889) i Queen Anne stil var verdens 3. højeste bygning, da den blev færdig og siges at have foregrebet skyskraberracet mellem New York City og Chicago.
I 2012 havde byen 594 højhuse plus 8 under opførelse, 71 planlagt og 39 på tegnebordet. Det er det næsthøjeste i Australien efter Sydney. CBD domineres af moderne kontorbygninger som Rialto Towers (1986), der er bygget på stedet for flere store klassiske victorianske bygninger. To af disse findes i dag: Rialto Building (1889) tegnet af William Pitt og Winfield Building (1890) tegnet af Charles D'Ebro og Richard Speight. En anden markant bygning er Eureka Tower (2006), som er verdens 13. højeste bolighus (januar 2014).
Boligarkitekturen domineres ikke af en enkelt stil, men er en blanding af villaer, byhuse, boligejendomme og boligblokke. Uden for den indre by er fritliggende boliger med relativt store haver det mest almindelige. Victorianske terrassehuse, byhuse og historiske villaer i italiensk stil, Tudor revival og ny-georgianisk stil er alle almindelige i kvarterer som Toorak.

## Sport
Melbourne afholdt Sommer-OL i 1956 (de første olympiske lege uden for Europa og USA) og Commonwealth Games i 2006. Byen er årligt vært for tre store sportsbegivenheder: Australian Open (en af fire Grand Slam tennisturneringer), Melbourne Cup (hestevæddeløb) og Australian Grand Prix (Formel 1). Golfturneringen Australian Masters er blevet afholdt i Melbourne hvert år siden 1979. Melbourne blev udnævnt til "World's Ultimate Sports City" i 2006, 2008 og 2010. I byen ligger også National Sports Museum, som indtil 2003 lå udenfor medlemspavilionen på Melbourne Cricket Ground. Det genåbnede i 2008 i Olympic Stand.
Austrask fodbold og cricket er de mest populære sportsgrene i Melbourne. Byen regnes for at være det åndelige hjemsted for begge sportsgrene i Australien. Den første officiell test cricket-kamp blev spillet på Melbourne Cricket Ground i marts 1877. Australsk fodbolds oprindelse kan spores tilbage til kampe, der blev spillet ved siden af MCG i 1858. Australian Football League (AFL) har hovedkvarter i Docklands Stadium. Ni af ligaens hold hører hjemme i Melbourne metropol: Carlton, Collingwood, Essendon, Hawthorn, Melbourne, North Melbourne, Richmond, St Kilda og Western Bulldogs. Op til fem AFL kampe spilles hver uge i Melbourne med et gennemsnit på 40.000 tilskuere pr kamp. Derudover er byen hvert år vært for AFL Grand Final.
Byen har mange klubber i de store nationale sportsturneringer. Cricketklubberne Melbourne Stars, Melbourne Renegades og Victorian Bushrangers spiller i Big Bash League og andre indenlandske turneringer. Fodboldklubberne Melbourne Victory og Melbourne City FC (indtil juni 2014 kendt som Melbourne Heart) spiller i A-League. Begge klubber spiller deres hjemmekampe i AAMI Park. Victory spiller dog også kampe på Marvel Stadium. Rugby league klubben Melbourne Storm spiller i NRL og rugby union klubberne Melbourne Rebels og Melbourne Rising spiller i henholdsvis Super Rugby og National Rugby Championship. Netbold-klubben Melbourne Vixens spiller i ANZ Championship; basketballklubben Melbourne United spiller i NBL og Bulleen Boomers og Dandenong Rangers i WNBL. Ishockeyholdene Melbourne Ice og Melbourne Mustangs spiller i Australian Ice Hockey League og baseballklubben Melbourne Aces spiller i Australian Baseball League. Roning er også en del af Melbournes sportsidentitet med en række klubber ved Yarra River, som har fostret mange australske OL-deltager. Byen afholdt tidligere Australiens største langdistance svømmekonkurrence Race to Prince's Bridge i Yarra River.
I november 2008 blev det annonceret, at Victorian Major Events Company havde meddelt Australiens Olympiske Komite, at Melbourne overvejede at byde på Sommer-OL i 2024 eller 2028.
Siden 1996 har der været afholdt et Formel 1 Grand Prix på Melbourne Grand Prix Circuit, rundt om søen i Albert Park, fem kilometer syd for centrum af byen.

## Økonomi
Melbourne har en meget alsidig økonomi med sine styrker inden for finans, industri, forskning, IT, uddannelse, logistik, transport og turisme. Mange af Australiens største selskaber har deres hovedsæde i Melbourne. Det gælder fem af de ti største i landet (baseret på indtægter) og fire af seks største (baseret på markedsværdi) (ANZ, BHP Billiton (verdens største mineselskab), National Australia Bank og Telstra). Business Council of Australia og Australian Council of Trade Unions har også deres hovedsæde i Melbourne. I Melbournes forstæder ligger også hovedsæderne for Wesfarmers selskaberne Coles (inklusive Liquorland), Bunnings, Target, Kmart og Officeworks. Byen har også Australiens største og travleste havn, som håndterer varer for mere 75 milliarder AUD hvert år og 39% af landets containerhandel. Melbourne Airport betjener både nationale og internationale gæster og er Australiens næststørste lufthavn.
Melbourne er også et vigtig finansielt center. To af de fire store banker, NAB og ANZ, har hovedsæde i Melbourne. Byen har fundet en niche, som Australiens førende inden for superannuation (pensionsmidler) og styrer 40 % af de totale fondsmidler og 65 % af industry super-funds inklusive den 109 milliarder AUD statsejede Future Fund. Byen blev rangeret som nr. 41 på en liste over de 50 vigtigste byer inden for finans i en undersøgelse foretaget af MasterCard Worldwide Centers of Commerce Index (2008), kun efter Sydney (nr. 12) i Australien. Melbourne er Australiens næststørste industricentrum. En række store udenlandske industriforetagender har deres australske hovedsæde i Melbourne. Det gælder Boeing, lastvognsproducenterne Kenworth og Iveco, Cadbury, Bombardier Transportation og Jayco. En række andre producenter inden for brancher som petrokemi og medicinalindustri, modetøj, papirfremstilling og fødevarer ligger også i Melbourne. I den sydøstlige forstad Scoresby ligger Nintendos australske hovedsæde. Byen har også en forsknings- og udviklingsafdeling for Ford Australia, så vel som et et globalt designstudie for General Motors og et teknisk center for Toyota.
CSL, et af verdens fem største bioteksleskaber og Sigma Pharmaceuticals har deres hovedsæde i Melbourne. Det er de to største børsnoterede medicinalfirmaer i Australien. Melbourne har en stor IT- og teleindustri, som beskæftiger mere end 60.000 people (en tredjedel af de beskæftigede i hele Australien) og har en omsætning på 19,8 milliarder AUD og eksportindtægter på 615 millioner AUD. Derudover spiller turisme en vigtig rolle i Melbournes økonomi med omkring 7,6 millioner indenlandske besøgende og 1,88 millioner internationale besøgende i 2004. I 2008 brugte de indenlandske turister 15,8 milliarder AUD i byen og Melbourne overhalede hermed Sydney. Melbourne har også taget en stor andel af det indenlandske og internationale konferencemarked.
Economist Intelligence Unit rangerede i 2013 Melbourne som verdens fjerdedyreste by at bo i. De mest besøgte attraktioner er: Federation Square, Queen Victoria Market, Crown Casino, Southbank, Melbourne Zoo, Melbourne Aquarium, Docklands, National Gallery of Victoria, Melbourne Museum, Melbourne Observation Deck, Arts Centre Melbourne og Melbourne Cricket Ground.

## Demografi
I Melbourne (Greater Capital City Statistical Areas) er 63,3% af indbyggerne født i Australien. Af dem som er født uden for Australien kommer flest fra Storbritannien (3,4%), Indien (2,7%), Kina (uden Hong Kong og Taiwan) (2,3%), Italien (1,7%) og New Zealand (1,7%). I 2011 var den mest almindelige oprindelse, som folk i Melbourne angav: engelsk (21,1%), australsk (20,7%), irsk (6,9%), skotsk (5,7%) og italiensk (5,5%).
Melbourne har den største græsktalende befolkningsgruppe uden for Europa svarende til indbyggertallet i større græske byer som Larissa og Volos. Thessaloniki er Melbournes græske venskabsby. Det vietnamesiske efternavn Nguyen er det næsthyppigste i Melbournes telefonbog efter Smith. Byen har også betydelige befolkningsgrupper fra Sri Lanka og Malaysia samt af nyere dato fra Sydafrika og Sudan. Den kulturelle diversitet afspejles i byens restauranter, der serverer mad fra hele verden.
Mere end to tredjedele af Melbournes indbyggere taler kun engelsk hjemme (68.1%). Kinesisk (hovedsageligt kantonesisk og mandarin) er det næstmest talte sprog hjemme (3.6%) efterfulgt af græsk, italiensk og vietnamesisk, som alle tales af mere end 100.000. Siden 2005 er befolkningstallet steget med omkring 70.000 om året. Melbourne tiltrækker nu en relativt større andel (48.000) af de internationale immigranter end Sydney samtidig med at der er kraftig migrering fra Sydney og andre større byer i Australien på grund af lavere leveomkostninger.
I de senere år har Melton, Wyndham og Casey, som ligger i Melbourne, haft de højeste vækstrater af alle lokalregeringsområder i Australien. Fortsætter den nuværende vækst vil Melbournes befolkning overstige Sydneys i 2028 for første gang siden 1901. ABS (Australiens Statistiske Bureau) har lavet to scenarier for befolkningsudviklingen. I det ene vil Sydney stadig være større end Melbourne efter 2056, dog med en margen på 3% sammenlignet med 12% i dag. I det andet vil Melbournes befolkning overhale Sydneys i 2037 eller 2039. En anden prognose viser, at Melbourne vil overhale Sydney i 2040.
Efter en periode med faldende befolkningstæthed siden 2. verdenskrig er udviklingen nu vendt og befolkningstætheden i de indre og vestlige forstæder stiger, delvist fremmet af statens planlægningsprogrammer som Postcode 3000 og Melbourne 2030, som har prøvet at begrænse forstædernes spredning. Ifølge ABS havde den indre by i juni 2013 den hidtil højeste befolkningstæthed med 12.400 indbyggere pr km2. I de omgivende indre forstæder steg tætheden også mellem 2012 og 2014. Carlton kom op på 9.000 pr km2 og Fitzroy 7.900.

## Uddannelse
Nogle af Australiens mest prominente og kendte skoler ligger i Melbourne. Af de 25 højst rangerede skoler ifølge Better Education ligger de seks i Melbourne. Antallet af internationale studerende i byen er også steget og Melbourne blev i 2008 rangeret som den fjerdebedste universitetsby i verden efter London, Boston og Tokyo i en afstemning bestilt af Royal Melbourne Institute of Technology. Melbourne har syv offentlige universiteter: University of Melbourne, Monash University, Royal Melbourne Institute of Technology (RMIT University), Deakin University, La Trobe University, Swinburne University of Technology og Victoria University.
Melbournes universiteter har afdelinger over hele Australien og også nogle uden for landet. Swinburne University har en afdeling i Malaysia og Monash har et udviklingscenter i Prato, Italien. University of Melbourne er det næstældste universitet i Australien og var højest rangerede australske universitet på THES' liste i 2010. The 2012–2013 Times Higher Education Supplement rangerede University of Melbourne som nr 28 (30 efter QS) i verden. På samme liste var Monash University nr. 99 (60 efter QS). Begge universiteter er medlem af Group of Eight, der er en samling af ledende videregående uddannelsesinstitutioner i Australien.
RMIT University er rangeret som hørende til i top 51-100 blandt verdens universiteter indenfor: regnskab, kommunikation, medievidenskab, computerteknologi og informationsvidenskab. Swinburne University of Technology, som ligger i den indre forstad Hawthorn rangeres som 76-100 i verden i fysik af Academic Ranking of World Universities, hvilket gør Swinburne til det eneste australske universitet uden for Group of Eight, der har en top 100 placering i en naturvidenskabelig disciplin. Deakin University har to store afdelinger i Melbourne og Geelong og er det tredjestørste universitet i Victoria. I de senere år er antallet af international studenter ved Melbournes universiteter vokset voldsomt, som resultat af at et stigende antal pladser er blevet tilgængelige for studerende, der betaler fuld pris for studiet. Uddannelse i Melbourne er underlagt Victorias Department of Education and Early Childhood Development (DEECD).

## Medier
Tre aviser udkommer dagligt i Melbourne: Herald Sun (tabloid), The Age (tidligere i stort format, nu kompakt) og The Australian (stort format). Seks gratis TV-stationer sender i Melbourne og Geelong: ABC Victoria, (ABV), SBS Victoria (SBS), Seven Melbourne (HSV), Nine Melbourne (GTV), Ten Melbourne (ATV) og C31 Melbourne (MGV) – lokalfjernsyn. Hybride digital/print mediefirmaer som Broadsheet og ThreeThousand ligger og betjener primært Melbourne.
Flere TV shows er produceret i Melbourne. De mest kendte er Neighbours, Kath & Kim, Winners and Losers, Offspring, Underbelly , "House Husbands" og Miss Fisher's Murder Mysteries. Det gælder også nationale nyhedsprogrammer som The Project, Insiders og ABC News Breakfast. Melbourne producerer også underholdningsprogrammer som Million Dollar Minute, Millionaire Hot Seat og Family Feud og realityprogrammer som Dancing with the Stars, MasterChef, The Block og The Real Housewives of Melbourne.
Betalingsfjernsyn i Melbourne leveres primært med kabel og satellit. Foxtel og Optus er de største leverandører. Sky News og Fox Sports har begge studiefaciliteter i Melbourne.
En lang række AM og FM radiostationer sender til hele Melbourne. Det omfatter statsejede som ABC og SBS samt lokalstationer. Mange af de kommercielle stationer ejes af større selskaber: DMG har Nova 100 og Smooth, ARN kontrollerer Gold 104.3 og KIIS 101.1 og Southern Cross Austereo driver Fox og Triple M. Stationer fra andre byer i Victoria kan også høres (f.eks. 93.9 Bay FM, Geelong). Mange forstæder har lokaldrevne radiostationer, som betjener nærområdet.

## Religion
Melbourne har mange trossamfund, men det mest udbredte er kristendom. Dette markeres af byens to store katedraler—St Patrick's (romersk-katolsk) og St Paul's (anglikansk). Begge blev bygget i den victorianske periode og er to af byens vigtigste historiske bygninger.
Ifølge folketællingen i 2011 er de største trosretninger romersk-katolsk (27,2%), ingen religion (23,5%), anglikansk (10,8%), ortodokse (5,5%), buddhistisk (4,0%), muslimsk (2,3%) og jødisk (1,1%).
Omkring 145.000 muslimer bor i Melbourne. Der er 25 moskeer i byen plus et stort antal bederum på universiteter, arbejdspladser og andre steder. De bedst besøgte moskeer ligger i Preston, Broadmeadows, Newport og Doncaster. Melbourne har også fem muslimske skoler.
Der er også en stor jødisk befolkningsgruppe i Melbourne, som driver flere jødiske kulturelle, religiøse og uddannelsesinstitutioner. Der er 40 synagoger, 7 jødiske skoler og en jødisk avis.

## Regering
Administrationen af Melbourne er delt mellem regeringen i Victoria og de 31 lokalregeringer i metropolen. Der er ikke noget politisk eller ceremonielt overhoved for Melbourne, men Lord Mayor i City of Melbourne udfylder ofte rollen som den første blandt ligemænd, især overfor andre stater eller i udlandet.
Lokalregeringsområderne er ansvarlige for de områder, der i 1989 blev fastlagt i Local Government Act. Det gælder blandt andet byplanlægning og renovation. De fleste andre offentlige serviceområder styres af Victorias regering, der har hovedsæde i Parliament House i Spring Street. Det omfatter en række områder, som i mange andre lande styres på kommunalt niveau, som offentlig transport, hovedveje, trafikkontrol, politi, uddannelse, sundhed og planlægning af større infrastrukturprojekter. Staten har ret til at overstyre visse beslutninger taget af lokalregeringsområderne inden for f.eks. byplanlægning. Lokale problemer i Melbourne er ofte fremtrædende i valgkampe til statsregeringen i Victoria.

## Infrastruktur
I 2012 rangerede Mercer Consulting Melbournes infrastruktur som nummer 17 i verden efter Sydney, som var nummer 12.

### Sundhed
Regeringen i Victorias afdeling for sundhed har ansvaret for omkring 30 hospitaler i Melbourne.
Der er flere store forskningsinstitutioner inden for medicin, neurovidenskab og bioteknologi i Melbourne: St. Vincent's Institute of Medical Research, Australian Stem Cell Centre, Burnet Institute, Australian Regenerative Medicine Institute, Victorian Institute of Chemical Sciences, Brain Research Institute, Peter MacCallum Cancer Centre, Walter and Eliza Hall Institute of Medical Research og Melbourne Neuropsychiatry Centre.
Andre institutioner er Howard Florey Institute, Murdoch Children's Research Institute, Baker IDI Heart and Diabetes Institute og Australian Synchrotron. Mange af disse institutioner er tilknyttet og placeret nær universiteter.
Blandt de australske hovedbyer deler Melbourne sammen med Canberra førstepladsen for middellevetiden for mænd (80,0 år) og er nummer to efter Perth for kvinder (84,1 år).

### Transport
Som mange australske byer er Melbourne afhængig af privatbiler til transport. Det gælder især de yderste forstæder, hvor det største antal biler bliver solgt. I alt er der 3,6 millioner biler til 22.320 km vej, hvilket giver et af verdens højeste forhold mellem vejlængde og indbyggertal. I gennem det 20. århundrede fik flere og flere biler, hvilket medvirkede til forstædernes spredning. Midt i 1950'erne var der lige under 200 privatbiler pr 1000 indbyggere. I 2013 var tallet steget til 600. I dag er der et udbygget netværk af veje i byen. De vigtigste hovedveje mod centrum er Eastern Freeway, Monash Freeway og West Gate Freeway (som går over West Gate Bridge). Andre hovedveje fører uden om byen eller fører til andre større byer. Det gælder CityLink (som går over Bolte Bridge), Eastlink, Western Ring Road, Calder Freeway, Tullamarine Freeway (til lufthavnen) og Hume Freeway, som forbinder Melbourne og Sydney.
Melbourne har et integreret offentligt transportsystem med tog, sporvogne, busser og taxier. Flinders Street Station var i 1927 verdens travleste passagerstation og Melbournes sporvognsnet overhalede i 1940'erne Sydneys og blev hermed verdens største. På dette tidspunkt benyttede 25% af de rejsende offentlig transport. Det var i 2003 faldet til kun 7,6%. Offentlig transport blev privatiseret i 1999. Trods privatiseringen og flere efterfølgende vejprojekter, har der siden været en stor stigning i brugen af offentlig transport, som nu er oppe på 14,8% af alle pendlerrejser og 8,4% af alle rejser. I 2006 lavede regeringen en målsætning om, at offentlig transport skal have en andel på 20% i 2020.
Melbournes jernbanenet har sin oprindelse i privatbyggede linjer fra guldfebertiden i 1850'erne. I dag har netværket 200 undergrundsstationer på 16 linjer, som udgår fra City Loop, der er en metrolinje rundt om CBD (Hoddle Grid). Flinders Street Station er Melbournes travleste og er et prominent kendetegn og mødested i Melbourne. Byen har jernbaneforbindelser til de regionale victorianske byer og direkte forbindelser til Sydney og Adelaide som udgår fra Melbournes anden hovedbanegård, Southern Cross Station i Spencer Street. I finansåret 2008–2009 havde Melbournes jernbanenet 213,9 millioner rejsende - det hidtil højeste. Mange jernbanelinjer benyttes også til fragt. The Overland til Adelaide afgår fra Southern Cross to gange om ugen, mens XPT til Sydney afgår to gange om dagen.
Melbourne har verdens største sporvognsnet. Det har sin oprindelse i boomet i 1880'erne. I året 2010–2011 havde sporvognene 182,7 millioner rejsende. Melbournes sporvognsnet er det eneste i Australien, der består af mere end én linje. I alt er der 250 km spor, 487 sporvogne og, 28 ruter og 1.773 stoppesteder. Dele af sporvognsnettet er på veje, mens andre dele er adskilt fra den øvrige trafik. Melbournes sporvogne regnes for at være ikoniske og er en turistattraktion. Veteransporvogne beregnet til turister kører på den gratis City Circle rute og om aftenen kører veteransporvogne med restaurant gennem byen og nærmeste omegn. Melbourne bygger i øjeblikket 50 nye sporvogne af E-klassen som skal køre fra 2014. E-klasse sporvognene er omkring 30 meter lange og en forbedring af de gamle C2-klasse sporvogne af samme længde.
Melbournes busnet består af næsten 300 ruter, som hovedsageligt betjener de ydre forstæder og udfylder hullerne i jernbane- og sporvognsnettet. I 2007 havde Melbournes busser 86,7 millioner rejsende.
Skibstransport er en vigtig del af Melbournes transportsystem. Port of Melbourne er Australiens største og travleste havn for containere og anden fragt. Havnen håndterede to millioner skibscontainere i 2007, hvilket gjorde den til en af de fem største på den sydlige halvkugle. Station Pier i Port Phillip Bay er den vigtigste terminal for krydstogtskibe og Spirit of Tasmania færgerne til Tasmanien lægger til her. Færger og taxibåde sejler fra anløbssteder langs Yarra River så langt op som South Yarra og over Port Phillip Bay.
Melbourne har fire lufthavne. Melbourne Airport i Tullamarine er byens vigtigste og den næststørste i Australien. Lufthavnen er base for passagerselskaberne Jetstar Airways og Tiger Airways Australia samt fragtselskaberne Australian air Express og Toll Priority. Den er også et vigtigt knudepunkt for Qantas og Virgin Australia. Avalon Airport, som ligger mellem Melbourne og Geelong, er et sekundært knudepunkt for Jetstar. Den bruges også til fragt og vedligehold. Busser og taxier er de eneste former for offentlig transport til og fra byens vigtigste lufthavne. Faciliteter for flyambulancer er til rådighed for indenlandske og internationale sygetransporter. Moorabbin Airport i den sydøstlige del af byen benyttes af mindre fly og i begrænset omfang passagerfly. Essendon Airport var engang byens hovedlufthavn og har også passagerfly, privatfly og nogle fragtfly.
Melbourne har også en bycykelordning. Den blev etableret i 2010 og bruger et netværk af afmærkede stier på vejene og separate stier.

### Vand, gas og el
Melbourne Water, som er ejet af den victorianske regering, står for Melbournes vandforsyning. De er også ansvarlige for spildevand og vandindvinding så vel som Wonthaggi afsaltningsanlægget og North–South Pipeline. Vand opbevares i en række reservoirer inden og uden for byområdet. Det største, Thomson River Dam, ligger i de Victorianske Alper og står for omkring 60% af Melbournes vandbeholdningskapacitet. Andre reservoirer er Upper Yarra Dam, Yan Yean Reservoir og Cardinia Reservoir.
Tre firmaer står for distribution af gas:
- AusNet Services forsyner Melbournes indre vestlige forstæder og det sydvestlige Victoria.
- Multinet Gas forsyner Melbournes indre østlige forstæder og det østlige Victoria. (ejet af SP AusNet efter opkøb, men opererer stadig under navnet Multinet Gas)
- Envestra forsyner Melbournes indre nordlige forstæder og det nordlige Victoria, såvel som størstedelen af det sydøstlige Victoria.

Elektricitet leveres af fem distributionsselskaber:
- Citipower leverer strøm til Melbourne CBD og nogle af de indre forstæder
- Powercor leverer strøm til de ydre vestlige forstæder så vel som hele det vestlige Victoria (Citipower og Powercor er ejet af samme selskab)
- Jemena leverer strøm til de nordlige og indre vestlige forstæder
- United Energy leverer strøm til de indre østlige og til de sydøstlige forstæder samt Mornington Peninsula
- AusNet Services leverer strøm til de ydre østlige forstæder og til hele det nordlige og østlige Victoria.

Adskillige teleselskaber forsyner Melbourne med land- og mobiltelefoni.

## Venskabsbyer
Melbourne har syv internationale venskabsbyer:
| - Osaka, Japan (1978) - Tianjin, Kina (1980) - Thessaloniki, Grækenland (1984) - Boston, Massachusetts, USA (1985) - Sankt Petersborg, Rusland (1989) - Zagreb, Kroatien (1997) - Milano, Italien (2003) |